# 치마만다 응고지 아디치에
치마만다 응고지 아디치에(이그보어: Chimamanda Ngozi Adichie, 1977년 9월 15일 ~ )는 나이지리아의 소설가, 수필가, 극작가이다. 장편소설 《보랏빛 히비스커스》, 《태양은 노랗게 타오른다》, 《아메리카나》 세 편을 써내었으며, 차세대 아프리카 문학을 이끌 유망주로 평가받는다.

## 저서
한국 번역 작품
- 《태양은 노랗게 타오른다 1》 (민음사) 2010년 3월 ISBN 978-89374901-3-2 (개정판: 2019년 6월 ISBN 978-89374413-2-5)
- 《태양은 노랗게 타오른다 2》 (민음사) 2010년 3월 ISBN 978-89374901-4-9 (개정판: 2019년 6월 ISBN 978-89374413-3-2)
- 《숨통》 (민음사) 2011년 8월 ISBN 978-89374905-1-4
- 《아메리카나 1》 (민음사) 2015년 6월 ISBN 978-89374907-3-6
- 《아메리카나 2》 (민음사) 2015년 6월 ISBN 978-89374907-4-3
- 《우리는 모두 페미니스트가 되어야 합니다》 (창비) 2016년 1월 ISBN 978-89364727-9-5
- 《엄마는 페미니스트》 (민음사) 2017년 8월 ISBN 978-89374292-7-9
- 《보라색 히비스커스》 (민음사) 2019년 6월 ISBN 978-89374413-1-8

## 같이 보기
- 탈식민주의 여성주의